# ACT-R
Adaptive Control of Thought-Rational (ACT-R; J. R. Anderson & C. Lebiere, 1998) ist eine aus Adaptive Control of Thought entstandene kognitive Architektur.
Maßgeblich beteiligt an der Entwicklung ist der bekannte Kognitionspsychologe John R. Anderson (* 27. August 1947 in Vancouver). Der Ursprung kognitiver Architekturen liegt u. a. in der kognitiven Psychologie. Sie stellen computergestützte Modelle dar, die dazu dienen menschliche kognitive Prozesse (Gedächtnis, Sprache, Wahrnehmung, Problemlösung usw.) zu modellieren, psychologische Experimente und Theorien zu evaluieren und diese auch am Computer zu simulieren.
Grundlegender Bestandteil der kognitiven Architekturen bilden dabei Produktionssysteme. Diese bestehen aus einer deklarativen Wissensbasis, den Fakten, und einem prozeduralen Speicher, den Regeln.
Mittlerweile existiert eine Vielzahl an kognitiven Architekturen, darunter ACT-R (Adaptive Control of Thought-Rational), SOAR und 3CAPS, wobei alle von verschiedenen Zielstellungen ausgehen. Sämtliche kognitive Architekturen stützen sich auf eine Reihe von empirischen Ergebnissen, beispielsweise zur Verarbeitungszeit. Unterschiedliche Schwerpunkte werden dabei auf verschiedene Aspekte der menschlichen Kognition gelegt.

## Kognitive Prozesse
Kognition ist ein allgemeiner Begriff für alle Formen des Wissens. Zur Kognition gehören sowohl Inhalte als auch Prozesse. Die Inhalte der Kognition beziehen sich darauf, was man weiß – Begriffe, Fakten, Aussagen, Regeln und Gedächtnisinhalte: „Ein Hund ist ein Säugetier“; „Rotes Licht bedeutet anhalten“; „Ich bin mit 18 von zu Hause ausgezogen“. Kognitive Prozesse beziehen sich darauf, wie man diese geistigen Inhalte manipuliert – so dass man die Welt um sich herum interpretieren kann und kreative Lösungen findet, um die Dilemmata des Lebens zu bewältigen. Dabei werden Informationen aus der Umwelt mit den Sinnen aufgenommen und verarbeitet und anschließend werden diese Informationen in Wörter, Symbole oder Zeichen codiert und durch Erfahrungen analysiert, interpretiert und geordnet. Daraus werden Schlussfolgerungen und Urteile gebildet, die ein zielgerichtetes Verhalten auslösen.

## Prozedurales und deklaratives Gedächtnis
Das ACT-R gehört zur Gruppe der Produktionsregelsysteme. Es unterscheidet zwischen dem deklarativen und dem prozeduralen Gedächtnis. Das deklarative Gedächtnis umfasst das sogenannte Faktenwissen, während das prozedurale Gedächtnis das Wissen um Handlungsabläufe beinhaltet. Der Philosoph Gilbert Ryle hat in diesem Zusammenhang auch die Begriffe knowing that und knowing how unterschieden. Letzteres umfasst dabei das Wissen um die Art und Weise, wie einzelne Handlungen ausgeführt werden. Dazu zählt etwa das Wissen darum, wie man Rad fährt oder wie man sich anzieht. Wie einzelne Handlungen ausgeführt werden, ist verbal oft nur schwer mitzuteilen. Außerdem ist eine Person meist nicht in der Lage eine Handlung perfekt auszuführen, wenn sie diese zuvor noch nie vorgenommen hat und lediglich eine verbale Beschreibung des Handlungsablaufes erhält. Instruktionen reichen daher meist nicht aus, um prozedurales Wissen zu erwerben. Man muss es sich durch Übung aneignen. Handlungsabläufe lassen sich jedoch durch Training automatisieren.
Im ACT-R ist deklaratives Wissen in Form von sogenannten Chunks gespeichert. Prozedurales Wissen ist hingegen in Form von Produktionen repräsentiert. Diese sind Regeln, die zur Verarbeitung der Chunks herangezogen werden. Um beispielsweise Rad zu fahren, muss einerseits eine Regel existieren, die genau beschreibt, wie der Handlungsablauf Rad fahren erfolgen muss. Andererseits muss es jedoch auch Faktenwissen (Chunks) geben, auf das sich diese Regeln anwenden lassen. So muss etwa bekannt sein, dass ein Rad ein Fortbewegungsmittel ist, das sich im Allgemeinen aus mehreren Einzelteilen zusammensetzt. Die Produktionsregel gibt hingegen an, welche dieser Teile auf welche Art und Weise betätigt werden müssen, um sich auf dem Rad fortzubewegen. Je öfter schon Rad gefahren wurde (Bestandteile des episodischen Gedächtnisses), desto zuverlässiger ist diese Produktionsregel. Faktenwissen und Produktionsregeln sind somit auch nicht unabhängig voneinander, sondern beeinflussen sich gegenseitig.

## Die Rolle des Arbeitsgedächtnisses
Anderson (1993) geht davon aus, dass das Arbeitsgedächtnis beim Abrufen von Informationen einen Einfluss auf das Gedächtnis und den Abruf ausübt. Dabei hat er ein konkretes Experiment durchgeführt: Die Probanden sollten sich eine Folge von Ziffernkombinationen merken, während sie eine mathematische Gleichung lösen. Im Anschluss sollten sie die Ziffernfolge reproduzieren. Die beiden Bedingungen (Zahlenfolge merken und mathematische Gleichung lösen) nehmen dabei in ihrem Schwierigkeitsgrad zu. Die Größe der zu merkenden Zahlenkombination sowie der Schwierigkeitsgrad der mathematischen Gleichung werden dabei manipuliert. Mit steigendem Schwierigkeitsgrad beider Bedingungen, kommt es zu einem signifikanten Abfall der Leistung in beiden Aufgaben, wie die Ergebnisse des Experiments verdeutlichen. Der Großteil der Fehler ist auf einen inkorrekten Abruf der Information aus dem Gedächtnis zurückzuführen. Die ACT-R Theorie geht nun davon aus, dass es eine limitierte Aktivierung von Ressourcen gibt. Mit dem steigenden Schwierigkeitsgrad bleibt nur sehr wenig Aktivierungspotential für den Abruf der relevanten Information aus dem deklarativen Gedächtnis übrig. Der inkorrekte Abruf der Information durch die Probanden könnte in der ACT-R Theorie bedeuten, dass es nur zu einem teilweisen Anpassen der Information im Gedächtnis kommt.

## Chunks in ACT-R
Man geht davon aus, dass unser Gedächtnis größere Mengen an Informationen in Teilgruppen („Chunks“) unterteilt, damit diese „leichter“ repräsentiert werden können und so weniger Speicherkapazität im Gedächtnis beanspruchen.
Ein Chunk ist durch seinen Typ und seine Slots definiert. Der Typ steht für die Kategorie zu der der Chunk gehört. Slots entsprechen den Attributen einer Kategorie. Jeder Chunk hat einen eindeutigen Namen, mit dem er referenziert werden kann. Die Stärke eines Chunks beeinflusst wie gut und wie schnell dieser aus dem Gedächtnis abgerufen werden kann. Je öfter bestimmte Chunks benutzt werden bzw. je kürzer die letzte Nutzung zurückliegt, desto stärker ist dieser Chunk. Diese Chunks werden im deklarativen Gedächtnis gespeichert. Produktionsregeln, die zur Verarbeitung der Chunks herangezogen werden, werden im prozeduralen Gedächtnis gespeichert. Chunks werden in dem ACT-R Ansatz in einer eigenen Sprache kodiert. Diese weist Ähnlichkeiten mit Programmiersprachen, wie etwa Java oder C++ auf. Informationen können in dieser Form gespeichert werden und auch wieder verbalisiert werden. Prototypisch sehen Chunks folgendermaßen aus:

(CHUNK-Typ NAME SLOT1 SLOT2 … SLOTN)

## Produktionen und Produktionssysteme
Die Bausteine des prozeduralen Wissens sind Produktionen. Die Produktionen haben einen Bedingungsteil und einen Aktionsteil. Im Bedingungsteil wird auf Inhalte des Arbeitsgedächtnisses Bezug genommen. Wenn die im Bedingungsteil formulierte Konstellation im Arbeitsgedächtnis vorliegt, wird der Aktionsteil ausgeführt.
Ein System, das die Anwendung von Produktionen steuert, nennt man Produktionssystem. Die aktuell im Arbeitsspeicher befindlichen Daten können zum Beispiel die Beschreibung eines Problemzustands sein und die gespeicherten Regeln Problemlöseoperatoren. Die Steuerung der Regelanwendung erfolgt durch einen Interpreter. Zunächst werden Ausgangsdaten über eine Eingabeschnittstelle in den Arbeitsspeicher gebracht. Danach werden solange Regeln auf diese Daten im Arbeitsspeicher angewendet, bis entweder keine Regel mehr anwendbar ist oder eine Regel zur Anwendung kommt, deren Aktion ein Kommando zum Stoppen der Abarbeitung ist. Danach werden die aktuellen Daten als Ergebnis ausgegeben.
Die Transformation der Daten durch die Anwendung von Regeln erfolgt im sogenannten Match-select-apply-Zyklus:
- Mustervergleich (match): es werden alle Produktionsregeln gesucht, deren Bedingungsteil mit den Daten verträglich sind.
- Auswahl (select): nach einer vorgegebenen Konfliktauflösungsstrategie wird eine dieser Regeln ausgewählt.
- Anwendung (apply): die Regel wird auf die Daten im Arbeitsspeicher angewendet.

In jedem Zyklus kommt also eine Regel zur Anwendung, die die Daten im Arbeitsspeicher verändert.
Die Regeln müssen zuvor vom Wissenschaftler, dem Modellierer, nach einer bestimmten Syntax (die auf der Programmiersprache LISP basiert) definiert werden. Ein weiterer Teil der kognitiven Architektur ACT-R besteht aus den sogenannten „Buffern“. Durch diese wird die Ressourcenbegrenzung bei zentral-sensorischer Verarbeitung modelliert. So gilt als ein Grundsatz, dass in einen Buffer (beispielsweise in den „Visual-Buffer“) immer nur ein „Chunk“ aufgenommen werden kann.
In ACT-R ist außerdem die inzwischen relativ unumstrittene Theorie Andersons zur „Spreading Activation“ realisiert, in dem sich Aktivation im deklarativen Gedächtnis über ähnliche Wissenseinheiten ausbreiten kann. Dieses Phänomen erklärt die Ergebnisse in sogenannten „Priming-Experimenten“ bsp. 'Wahrnehmungsstudie'/'Leseverständnisstudie' von Higgins, Rholes & Jones (1977). (Priming ist eine Voraktivierung von Gedächtnisinhalten durch entsprechende Reize, die mit einem Zielinhalt assoziativ verknüpft sind).
Im Gegensatz zu anderen Produktionsregelsystemen, die im Allgemeinen einen Kontrast zu konnektionistischen Modellen („Netzwerken“) bilden, kann ACT-R auf einen Lernmechanismus zurückgreifen, der auf Wahrscheinlichkeiten beruht.

## Aktivierungsprozesse in der ACT-R-Theorie
Der grundlegende Prozess nach der ACT-R-Theorie nach Anderson besteht darin, dass eine „Production rule“, eine „Produktionsregel“ in Bezug auf Wissen generiert wird und nach dieser wird bestimmtes deklaratives Wissen aufgefunden (abgefragt), um ein konkretes Problem lösen zu können. Die Schnelligkeit bzw. der Erfolg dieses Prozesses hängt davon ab, wie hoch die Aktivierung der entsprechenden Chunks ist und wie stark die Aktivierung der „Production rule“ gegeben ist. Genau dieser Prozess ist es, der die zugrundeliegende Flüssigkeit unseres Verhaltens, unserer Performanz, ausmacht. Natürlich fällt eine Flüssigkeit, vor dem Hintergrund ständig aktivierten Wissens, nun schwer. Erstens ist es in vielen Situationen inakzeptabel, wenn man fehlerhaftes und zu langsames Verhalten bzw. Performanz zeigt. Zweitens erfordert die Entwicklung fortgeschrittener Kompetenzen eine Flüssigkeit oder Einklang im Verhalten bzw. der Performanz der grundlegenden Kompetenzen. Die ACT-R-Theorie ist eine mathematisch fundierte Theorie darüber, wie Stärke und Aktivierung unser Verhalten und letztlich unsere Leistung beeinflussen.
Also werden in einem ersten Prozess paralleler Aktivierung Chunks und Produktionen mit der höchsten Wahrscheinlichkeit im gegebenen Kontext gebraucht zu werden erkannt bzw. aktiviert und diese Wissensstrukturen (Chunks und Produktionen) entscheiden dann wiederum über weitere Schritte, indem das aktivierte Wissen angewendet wird. Das heißt, dass Wissen, abhängig von der Wahrscheinlichkeit in einem bestimmten Kontext gebraucht zu werden, zur Verfügung gestellt und aktiviert wird.
Das Ausmaß der Aktivierung lässt sich mit dem Satz von Bayes ableiten. Die Grundannahme dabei ist, dass sich das Ausmaß der Aktivierung aus der Grundaktivierung und dem kontextbezogenen Priming berechnen lässt. In anderen Worten: Aktivierung = Grundaktivierung + kontextbezogenes Priming.
Wenn man dies jetzt mit dem Bayes-Theorem vergleicht, dann gilt:
Aktivierung = Posteriori-Wahrscheinlichkeit
Grundaktivierung = A-priori-Wahrscheinlichkeit
kontextbezogenes Priming = Likelihoodquotient
Schooler (1993) zeigte, dass das menschliche Gedächtnis Informationen auf Basis der Bayes-Theorie sucht und das benötigte Wissen dann als Funktion der Posteriori-Wahrscheinlichkeit zugänglich macht.
Am Beispiel eines Chunks i (siehe Chunks im ACT-R), dessen Aktivierung als Funktion der verschiedenen mit ihm assoziierten Elemente und seiner Grundaktivierung beschrieben wird, lautet die Aktivierungsgleichung der momentanen Aktivierung des Chunks i:
{\displaystyle \operatorname {A_{i}} ={B_{i}}+\sum _{}{W_{j}}*S_{ij}.}
{\displaystyle \operatorname {B_{i}} }......Basisaktivierung von Chunk i
{\displaystyle \operatorname {W_{j}} }.....Gewichtung des kontextuellen Chunk j
{\displaystyle \operatorname {S} _{ij}}.....Stärke der Assoziation zwischen Chunk i und j

## Wissensgenerierung
Neue Chunks können entstehen, wenn Produktionen angewandt werden. Produktionen entstehen jedoch wiederum durch das Enkodieren von Chunks. Um Zirkularität in der Theorie zu vermeiden, wurde im ACT-R eine zweite, unabhängige Quelle zur Entstehung von Chunks definiert. Diese Quelle ist die Umwelt. Eine wesentliche Rolle spielt dabei das visuelle Wahrnehmungssystem, das für das Encodieren von Informationen zuständig ist. Angenommen wird, dass das visuell Wahrgenommene nicht als Ganzes, sondern in einzelne Objekte unterteilt, gespeichert wird. Für jedes Objekt werden auch dessen spezifische Merkmale mit abgespeichert. Encodiert und gespeichert wird allerdings nicht jede wahrgenommene Information, sondern nur jene, die im Zentrum des Interesses steht. Aufmerksamkeitsprozesse sind auch beim Wiedererkennen von bereits Gespeichertem essentiell. Merkmale einzelner Objekte können erst dann als das gesamte Objekt wiedererkannt werden, wenn die Aufmerksamkeit darauf gerichtet wird.
Produktionen entstehen ebenfalls unter Berücksichtigung der Umwelt. Es wird angenommen, dass Problemlösen dadurch erfolgt, indem bereits existierende Lösungswege aus anderen Kontexten gesucht und zur Lösung des eigenen Problems angewandt werden. Problemlösen erfolgt somit durch Analogiebildung.

## ACT-R und visuelle Aufmerksamkeit
Zur Anwendung des ACT-R Modelles auf visuelle Reize hat Anderson et al. (1997) ein Modul zur visuellen Aufmerksamkeit generiert. Es geht darum, wie ACT-R-Informationen aus dem ikonischen Gedächtnis findet und gewinnt (siehe Abbildung). Die Informationen bzw. visuellen Elemente die im ikonischen Speicher abgelegt werden, bestehen aus (visuellen) Merkmalen und ACT-R kann die Aufmerksamkeit auf bestimmte Inhalte dieses Zwischenspeichers lenken. Mit Hilfe der Aufmerksamkeit wird dann aus diesen Merkmalen ein Chunk gebildet, mit jenem ACT-R arbeiten kann.
Es gibt drei Typen von Informationen, die ACT-R verwenden kann, um Aufmerksamkeit zu lenken:
(a) bestimmte Orte und Richtungen,
(b) bestimmte Merkmale und
(c) Objekte, denen noch keine Aufmerksamkeit zukam.

## Geschichte
ACT-R ist die Grundlage für viele Theorien zu Modellen der menschlichen Kognition. Seine Wurzeln hat ACT-R in den frühen 1980er Jahren im HAM Modell (Human Associative Memory), welches ein Modell des Gedächtnisses darstellt und 1973 von John R. Anderson und Gordon Bower postuliert wurde. Dieses Modell wurde später zum ersten ACT (Adaptive Control of Thought) Modell weiterentwickelt. Ursprünglich hieß ACT „Active Control of Thought“ und war eine Theorie zur Erklärung kognitiver Leistungen des Menschen. Zum einen will diese erklären, wie Menschen ihr Wissen strukturieren, zum anderen wieso Menschen in der Lage sind, intelligentes Verhalten zu zeigen. Die Theorie von Anderson hat ihren Ursprung auch in der Forschung zur Künstlichen Intelligenz. Nach Anderson sagt schon der Name „homo sapiens“ etwas darüber aus, dass Menschen eine eigene „Intelligenz“ gegeben ist, die bei anderen Arten nicht zu finden ist. Um das Verständnis von menschlicher Intelligenz zu überprüfen, entwickelte er unter anderem Computer, die selbstständig rekursive Programme schreiben können. Dies soll den Kognitionswissenschaften und der Künstlichen-Intelligenz-Forschung ein Modell bereitstellen, das Computersimulationen der geistigen Leistung eines Menschen ermöglicht. Beim ACT-Modell wurde erstmals das prozedurale Gedächtnis in die Theorie mitaufgenommen. Diese erste Theorie wurde später zum ACT-R-Modell menschlicher Kognition weiterentwickelt.
In den späten 1980ern entwickelte Anderson ein mathematisches Modell zur Kognition, das er Rationale Analyse nannte. Die grundlegende Annahme dieser Theorie ist, dass Kognition optimal anpassungsfähig ist und dass die präzisen Einschätzungen von kognitiven Funktionen die statistischen Wahrscheinlichkeiten aus der Umwelt widerspiegeln. Diese Theorie wurde später in die ACT-R-Theorie für zugrundeliegende Kalkulationen miteingebunden. Daher kommt auch das „-R“ im Namen der Theorie, welches für „Rational“ steht.
Im Jahr 1998 postulierte John R. Anderson eine Weiterentwicklung des Modells, das ACT-R-5.0-Modell. Anderson beschäftigte sich eingehend mit dem Verständnis für die zugrundeliegenden Abläufe im menschlichen Gehirn und verwendete Brain-Imaging-Methoden, um mehr über diese zu erfahren. Die Notwendigkeit der Lokalisation der zugrundeliegenden Prozesse führte zu einer Weiterentwicklung des Modells, welches 2005 als ACT-R 6.0 vorgestellt wurde. Auch wurde die Codiersprache in diesem Modell maßgeblich verbessert. 2015 folgte ACT-R 7.0, welches jedoch nur kleine Änderungen mit sich brachte.
Die lange Entwicklung des ACT-R-Modells führte zu zahlreichen ähnlichen Studien und Projekten. Die wichtigsten davon sind das PUPS-Produktions-Modell und das ACT-RN-Modell.

## Anwendungen des ACT-R-Modells
Das ACT-R wird mittlerweile in vielen verschiedenen Aufgabenbereichen angewendet. Gängige Software, die auf ACT-R basieren sind „ACT-R 6“ und „Cogtool“. Diese Software kann dazu verwendet werden prototypische Userinterfaces (UI) zu erstellen, mit dem Ziel das Verhalten von Usern vorherzusagen. Dies geschieht auf der Basis des ACT-R-Modells. CogTool simuliert dabei die kognitiven, perzeptuellen und motorischen Verhaltensweisen von Menschen im Umgang mit dem generierten Prototyp im Zuge der Bearbeitung bestimmter vorgegebener Aufgaben.
Besonders bei der Mensch-Computer-Interaktion (Human Computer Interaction, HCI) spielt ein modifiziertes Modell der ACT-R (ACT-R/PM) eine Rolle bei der Vorhersage darüber, wie viel Zeit zur Aufgabenbewältigung benötigt wird. Weiters dient das Modell der ACT-R zur Beschreibung, wie Menschen kognitive Aufgaben erlernen bzw. bewältigen können. Außerdem hat es einen verordnenden Charakter, d. h. es hilft durch die Modellierung von Lernprozessen tutorielle Programme zu entwerfen. Diese „Tutorials“ unterstützen Benutzer bei der Anwendung von Computerprogrammen oder anderen kognitiven Fähigkeiten.
Zum Beispiel wird das ACT-R-Modell derzeit erfolgreich in Schulen eingesetzt, wobei es hier Schülern beim Erlernen von mathematischen Problemen behilflich sein kann.
Nicht nur in der Mathematik, sondern unter anderem auch in der Sprachforschung wird das ACT-R-Modell erfolgreich angewendet um Aspekte der Muttersprache, in Bezug auf Verständnis und Produktion, zu entschlüsseln.
Bei der Erforschung neuronaler Mechanismen im Gehirn wurde das ACT-R-Modell eingesetzt um Muster der Gehirnaktivierung vorherzusagen. Dabei fand man heraus, dass vier Module der ACT-R mit vier Gehirnregionen assoziiert werden, die während komplexer Aufgabenbewältigungen aktiv sind. Zum einen wurde zum Beispiel Aktivität in lateralen inferioren präfrontalen Regionen gefunden, welche mit dem Abrufen von Informationen aus dem deklarativen Gedächtnis gleichgesetzt werden kann. Weiters spiegelt sich die Aktivität im Nucleus caudatus bei exekutiven Handlungen des prozeduralen Gedächtnisses wider.